# Pierre Fitch
Pierre Fitch (* 1. listopadu 1981, Cornwall, Ontario, Kanada) je kanadský gay pornoherec. Původně točil výhradně pro Falcon Studios a byl jedním z 16 modelů na kalendáři Men of Falcon 2006.
Přestože je jeho vlastní jméno Pierre, přiznal, že příjmení Fitch si vybral kvůli své oblibě oblečení firmy Abercombie & Fitch. Ačkoliv často pracuje ve Spojených státech, domov má v Montrealu.
Fitch začal pracovat v pornoprůmyslu v 18 letech a po určitou dobu žil v manželském svazku s pornohercem Ralphem Woodsem. Přestože Fitch a Woods hráli v několika pornofilmech společně, po většinu kariéry pracovali odděleně. V září 2007 Fitch na svém blogu oznámil, že se s Woodsem rozešli.
Fitch byl v roce 2006 nominován na cenu GayVN Award za nejlepšího herce a společně s Tomem Judsonem na cenu za nejlepší párovou sexuální scénu. Nevyhrál ale ani jednu cenu.
Fitch má jako jejich milovník několik tetování na krku, hrudi, břiše, obou rukách i obou nohách.
Na internetu má osobní stránky s možností členství a téměř denně aktualizovaný blog. Několik stránek vytvořených fanoušky jsou důkazem o Fitchově velké fanouškovské základně.